# 510-е годы
510-е (пятьсо́т деся́тые) го́ды по юлианскому календарю — промежуток времени с 1 января 510 года по 31 декабря 519 года, включающий 510 год 1-го десятилетия   и с 511 по 519 годы    2-го десятилетия VI века 1-го тысячелетия.  Они закончились 1506 лет назад.

## Важнейшие события
- 510
  - Консул (единственный) Аниций Манлий Северин Боэций[1]:329.
  - Первое упоминание титула «папа» по отношению к римскому епископу. В этом году впервые данный титул был приложен к римскому епископу епископом Эннодием.
  - Упразднение царской власти в Кавказской Албании[2].
  - Город Несебыр стал греческой колонией[3].
  - Эфталиты проиграли войну в Индии.
- 511
  - Консулы Флавий Аркадий Плацид Магн Феликс и Флавий Секундин.
  - Битва под Барселоной — сражение, состоявшееся около города Барселона в 511 году между вестготами и остготами.
  - Умер Хлодвиг I[4] .
- 512
  - Консулы Флавий Павел[5] и Флавий Мосхиан[6].
  - Патриарх Македоний обвинён в мужеложстве и еретичестве и сослан Анастасием без суда. Патриархом назначен Тимофей I Келон. Возмущение и смуты в Константинополе из-за вставки в трисвятую песнь. Строительство стены вокруг Константинополя.
  - Первое издание «Закона о надбавке» префектом претории Зотиком. «Надбавка» — род круговой поруки состоятельных землевладельцев за неимущих.
  - Извержение вулкана Везувий.
  - Жужаньский хан Чоуну обратился в буддизм.
  - Ересиарх Севир был поставлен Антиохийским патриархом[7].
  - Родился Св. Давид Валлийский, католический святой, епископ, просветитель и святой покровитель Уэльса.
- 513 — Консулы Флавий Проб[8] и Флавий Тавр Клементин Армоний Клементий.
- 513—515 — Мятеж Виталиана в Византии. Участвуют гунны и булгары.
- Граф федератов Виталиан объявил себя защитником православия и со множеством гуннов и булгар занял Фракию, Скифию и Мезию и осадил Константинополь.
- 514
  - Консул (единственный) Флавий Магн Аврелий Кассиодор Сенатор[9].
  - 514—523 — Папа римский св. Гормизд[10].
  - Восстание Виталиана в Константинополе.
  - Анастасий согласился созвать новый Вселенский собор. Виталиан отступил. Анастасий отрёкся от своих обещаний. Против мятежников двинута армия. Виталиан разгромил её и подошёл к столице.
  - Нападение датского короля Хигелака (родственник Беовульфа) на нижний Рейнланд. Хигелак убит[11].
  - Родился Рудраварман I (514—550) — последний король Фунани.
  - Кисса I, сын Эллы стал королём Сассекса[12].
- 515
  - Консулы Флавий Флоренций[13] и Флавий Прокопий Антемий[14][15].
  - Анастасий в ходе конфликта с Виталианом запросил мира. Заключено перемирие, но Анастасий вероломно напал на флот Виталиана. В морской битве мятежники разбиты, а Виталиан скрылся.
  - После смерти Тораманы[16] его сын унаследовал огромное государство, включавшее в себя Индию и часть Средней Азии.
  - 515[17]-ок.540 — Вождь эфталитов Михиракула, сын Тораманы.
  - Умер Юань Ко. Регентство императрицы Ху Ши.
  - 515—528 — Император Вэй Юань Сю.
- 516
  - Консул (единственный) Флавий Пётр.
  - Письмо Анастасия в Рим. Император Анастасий пригласил папу на собор в Константинополь для обсуждения вопроса о церковном единении.
  - Умер Гундобад, ему наследовал в Бургундии Сигизмунд.
  - Нападение лянцев на вэйскую крепость Цзетун отбито.
  - Наступление вэйцев на юг удачно.
  - Жужани разбили телеутов.
- 517
  - Консулы Флавий Агапит[18] и Флавий Анастасий Павел Проб Сабиниан Помпей Анастасий[19][20].
  - Первое упоминание славян[21].
  - Опустошение Македонии и Эпира славянами.
  - Указы Лян У-ди в пользу буддизма.
  - Посольство эфталитов в Лян.
- 518
  - Консулы Флавий Анастасий Павел Проб Мосхиан Проб Магн и Флавий Агапит.
  - Византийская империя
    - 9 июля — Смерть Анастасия во время страшной грозы. Евнух Амантий решил возвести на трон Феокрита и для этого дал начальнику дворцовой стражи Юстину деньги для подкупа народа и вельмож. Но Юстин сам приобрёл царскую власть и казнил Амантия и Феокрита.
    - 9 июля Юстин I становится римским императором.
    - 518—527 — Император Византии Юстин I (ок.450-527 гг.).
    - Юстин вызвал в Константинополь жившего во Фракии Виталиана, произвёл в консулы и затем казнил. Смещены около 50 сирийских епископов-монофизитов. Гонения на еретиков.
    - 29 сентября — Севир, патриарх Антиохийский, смещён синодом за монофизитство. Вместо него патриархом стал Павел I.

  - Царь Химьяра Юсуф Зу-Нувасв устроил гонения на христиан в своей империи. Христианская община Наджрана была разгромлена, а христиане сожжены в пересохшем русле реки[22][23]. Это событие нашло отражение в Коране.
  - 518—548 — Марзпан Армении Мжеж I Гнуни.
  - Императрица Ху Ши объявила буддизм государственной религией.
  - Скончался император Византии Анастасий I.
- Империя Юань-Вэй признала княжество Гаочан.
- 519
  - Консулы имп. Юстин I[24] и Флавий Евтарик Циллика[25].
  - Около этого года происходит победа Германа над антами. «Когда Юстин, дядя Германа, получил царство, то анты, жившие очень близко к славянам, перешедши реку Истр, большим войском вторглись в ромэйскую землю. Незадолго перед этим царь назначил Германа стратегом всей Фракии. Схватившись с войском неприятелей и разбив его наголову, Герман почти всех их перебил, и этим делом он стяжал себе великую славу между всеми людьми и в особенности между упомянутыми варварами».
  - 519—534 — Кердик, первый король Уэссекса.
  - 28 марта — прекращена акакианская схизма, первый церковный раскол между Востоком и Западом.
  - Кердик сын Элесы стал королём Уэссекса[26][27][28][29][30][31][32][30][33] .
- Конец 510-х годов — фактическим правителем Византии стал племянник Юстина Юстиниан.
- 520 год
  - Консулы Флавий Рустиций и Флавий Виталиан[34].
  - Нападение датчан на Фрисландию.
  - Еврейский погром в Равенне.
  - Арест Ху Ши принцем Тоба И, взявшим власть.
  - Переворот в Жужани. Чэуну убит. Распря братьев хана.
  - Скончался Иоанн II (константинопольский патриарх).